# Kostel svaté Anežky České (Stříbrnice)
Kostel sv. Anežky České je římskokatolický,  filiální kostel ve Stříbrnici. Patří do farnosti Staré Město pod Sněžníkem. Je situován severně od silnice procházející obcí, na levém břehu Stříbrnického potoka.

## Historie
Kostel byl založen v roce 1750.

## Okolí
Severně od kostela je bývalý německý hřbitov.

## Fotogalerie

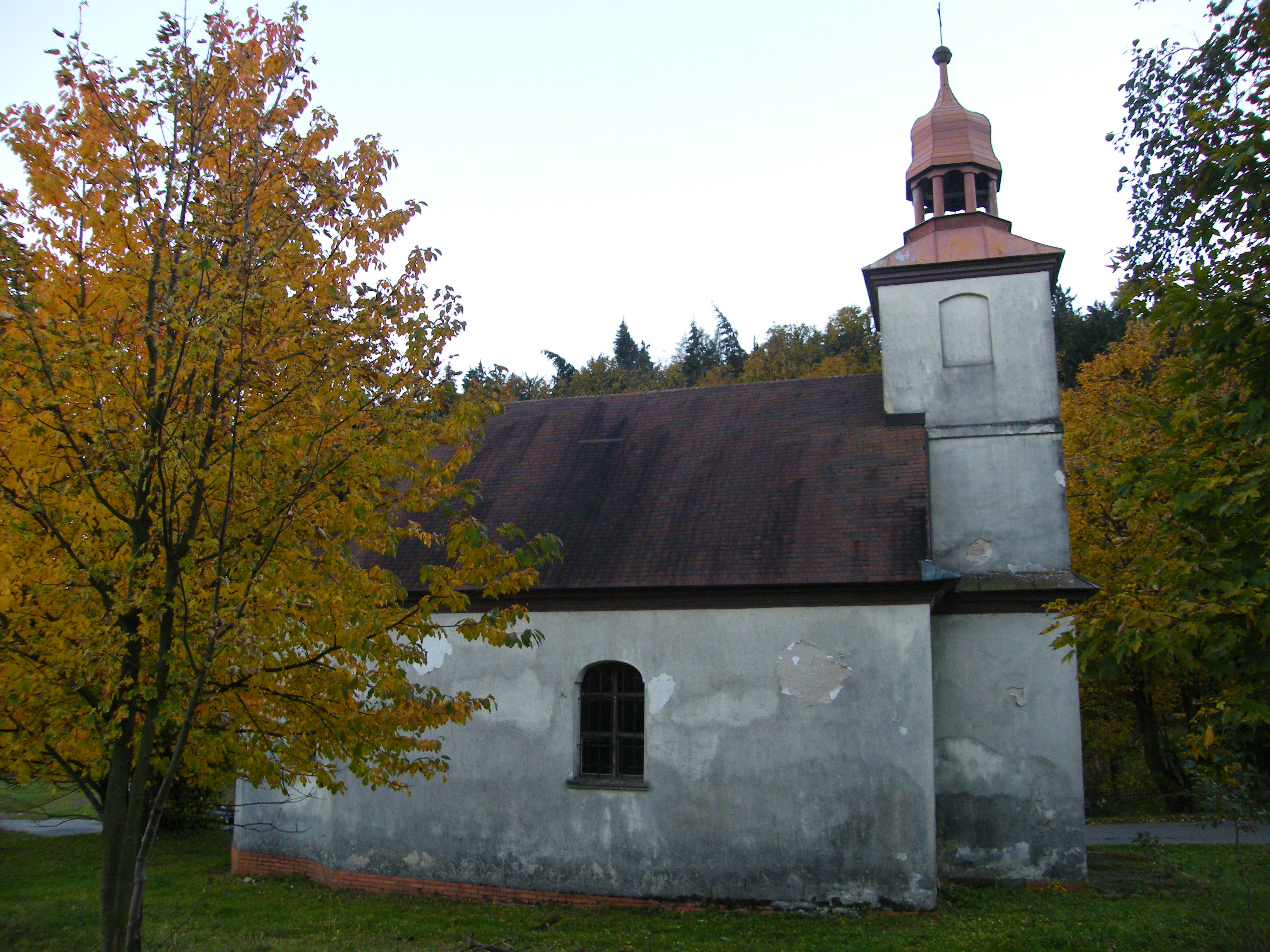
Kostel od S
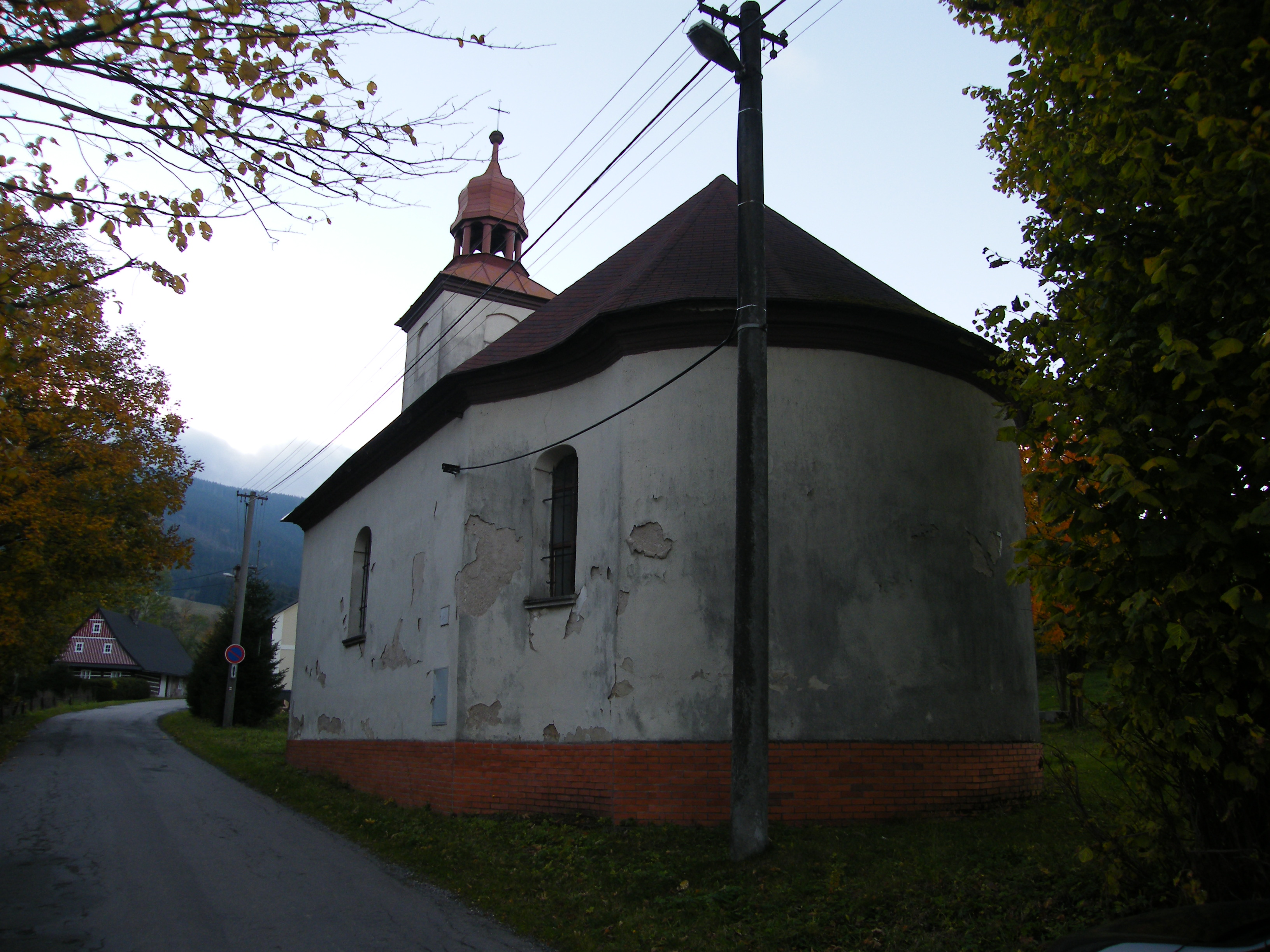
Kostel od V
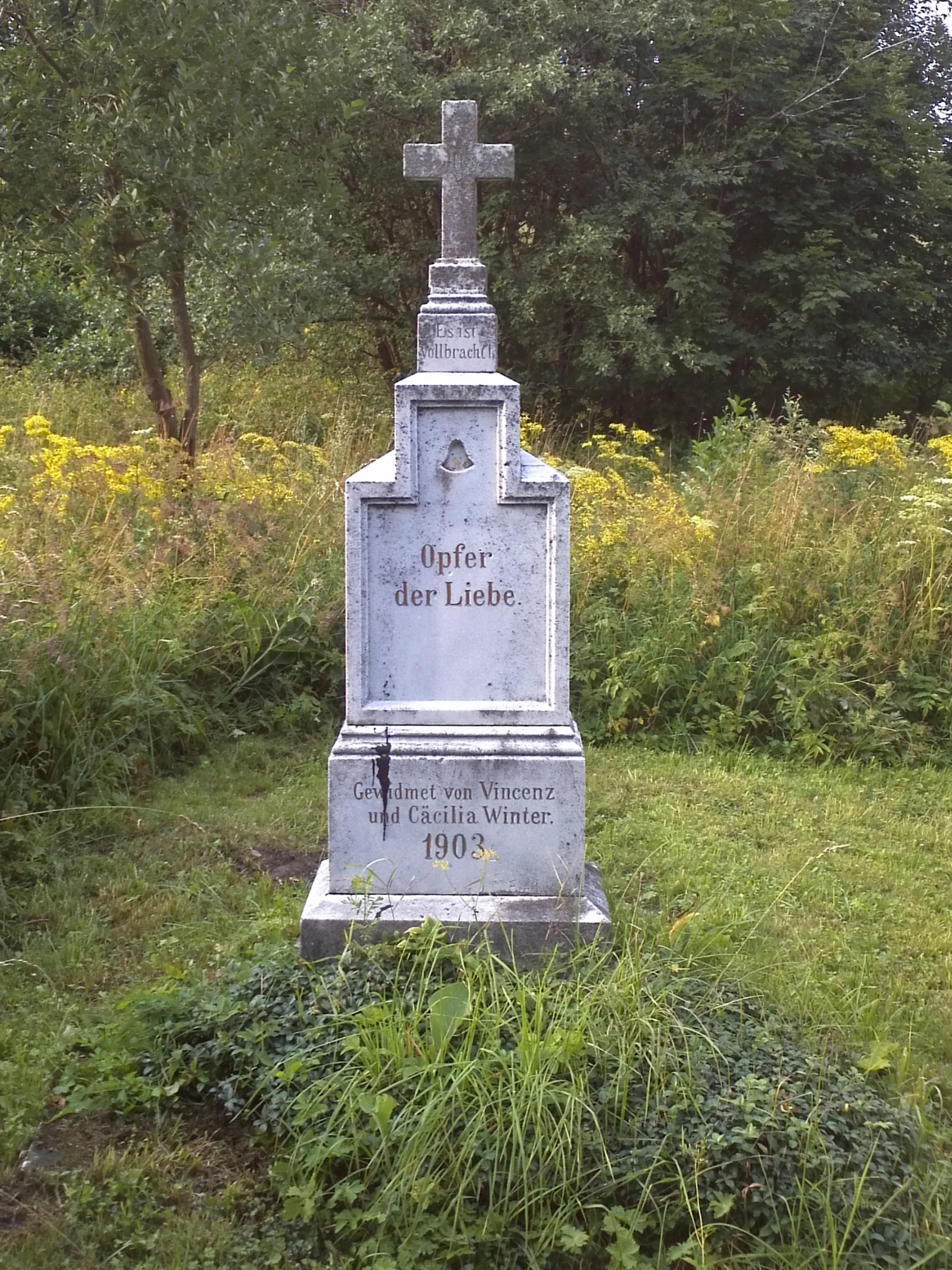
Kříž na bývalém hřbitově u kostela